# Cotycicuiara multifasciata
Cotycicuiara multifasciata là một loài bọ cánh cứng trong họ Cerambycidae.